# Dulzaina

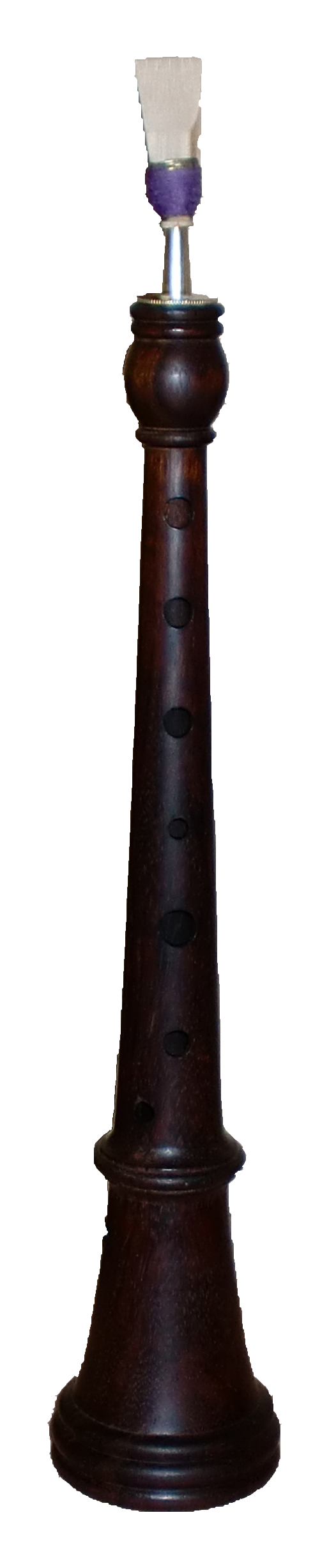
Dolçaina (Communauté valencienne)

La dulzaina ou dolçaina, ou dulciane qui provient du mot en français ancien « doulçaine », est un hautbois traditionnel du Moyen Âge, originaire des Pyrénées et qui aujourd'hui se retrouve dans différentes régions d'Espagne et dans certains zones du Pays basque français : Pays basque, Castille, Aragon, Catalogne et Valence.
La dulzaina est un instrument à anche double. Elle est de perce conique et est un équivalent de la bombarde bretonne.

## Jeu

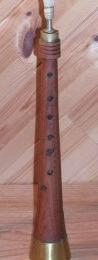
Dulzaina

Le mot dulzaina est espagnol. En catalan elle est appelée dolçaina et en basque bolin-gozo. Une variété catalane de dolçaina est appelée la gralla. Dans les Pays catalans elle est souvent accompagnée par des tambours appelés timbals ou tabalets. La dolçaina est similaire, mais différente, de la xeremia, un autre hautbois catalan. Au Pays valencien le terme "dolçaina" ou "donçaina" peut désigner un groupe de xeremies et de tabalets qui jouent pendant les Festes Majors.
Le mot catalan dolçaina apparaît au XIVe siècle ; il provient du vieux français doulçaine (à ne pas confondre avec « douçaine », qui est un autre instrument). L'instrument s'est étendu des Pyrénées au reste des Pays catalans : Andorre, Catalogne, Pays valencien et îles Baléares.
En Aragon, plus particulièrement dans la ville de Huesca, la dulzaina est jouée de concert avec des gaitas de boto (cornemuses traditionnelles), et parfois avec des tambours. La dulzaina est aussi utilisée dans une grande partie de la région de Castille et León (des clés sont ajoutées). L'instrument est profondément enraciné dans le folklore de Burgos, Ségovie, Soria, et dans quelques endroits d'Ávila, León et Salamanque, moins répandu dans le Pays basque et largement utilisé en Navarre et dans la Rioja.
Il est utilisé au Pays basque et en Navarre, dans des groupes également constitués de gaitas de boto et de tambours.

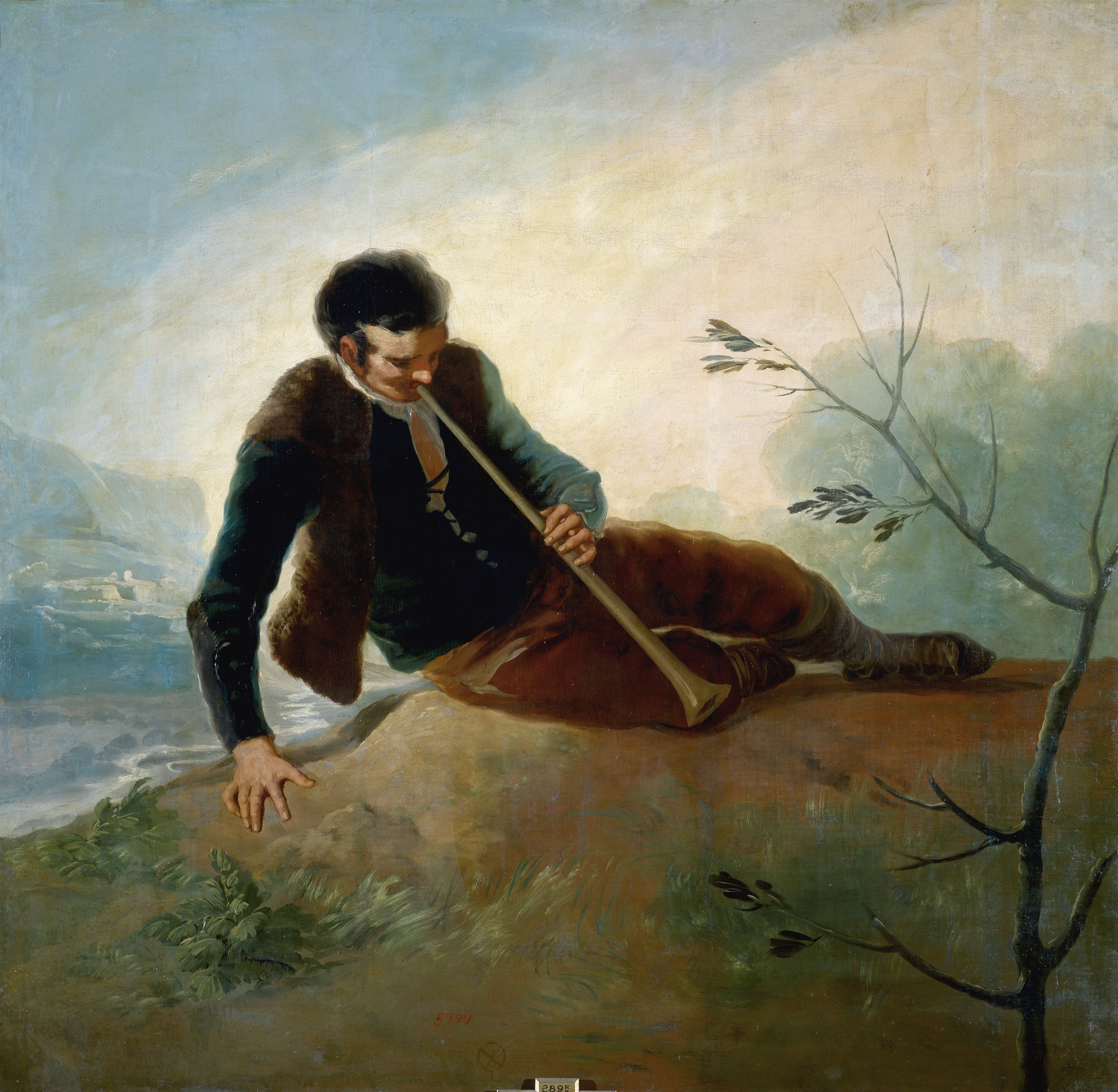
Pastor tocando la dulzaina par Francisco de Goya